# Alva, Oklahoma
Alva là một thành phố quận lỵ của quận Wood dọc theo sông Salt Fork Arkansas tại tiểu bang Oklahoma, Hoa Kỳ. Thành phố có diện tích km2, dân số theo điều tra dân số năm 2010 của Cục điều tra dân số Hoa Kỳ, thành phố có dân số 4945 người.